# Братско-Семёновка
Братско-Семёновка (укр. Братсько-Семенівка) — село,
Надеждовский сельский совет,
Криворожский район,
Днепропетровская область,
Украина.
Код КОАТУУ — 1221884302. Население по переписи 2001 года составляло 82 человека.

## Географическое положение
Село Братско-Семёновка примыкает к селу Надеждовка.
По селу протекает пересыхающий ручей с запрудой.